# Manuel de Bofarull y Romañá
Manuel de Bofarull y Romañá (Madrid, 1887-1974) fue un jurisconsulto y publicista español.

## Biografía
Era hijo del también jurisconsulto y político carlista catalán Manuel Bofarull y de Palau y de Clara Romañá, y sobrino del escritor católico José de Palau y de Huguet. Cursó la carrera de Leyes en la Universidad Central y se licenció y doctoró en Derecho en 1908 y 1910. Incorporado al Colegio de Abogados de Madrid, se especializó en materia civil, derecho sucesorio y casación. En 1916 fue elegido académico profesor de la Real Academia de Jurisprudencia y Legislación. Fue uno de los miembros más destacados de las Juventudes Católicas de España (JCE).
En su obra Las antiguas Cortes, el moderno Parlamento y el régimen representativo orgánico (que se vendía a la administración del diario El Correo Español) hizo una apología de la representación tradicional española según la concepción del carlismo. Fue publicada en 1916 y en 1945 se haría una nueva edición con prólogo del presidente de las Cortes franquistas Esteban Bilbao.
En 1919 siguió la escisión de Juan Vázquez de Mella y abandonó el jaimismo. Formó parte del Grupo de la Democracia Cristiana y después se adhirió al Partido Social Popular con otros antiguos tradicionalistas.
Con el apoyo de la Liga Regionalista y de los jaimistas, se presentó como candidato a diputado en las elecciones generales de 1920 por el distrito de Vilademuls, pero fue derrotado por el marqués de Olérdola. El periódico republicano El Autonomista de Gerona lo definió de este modo:

«ministerial, datista-idóneo, encasillado, pero resellado por la Lliga Regionalista y pretendiendo conservar su abolengo carlista o mellista por mor de conquistar los votos ultra-derechistas del distrito».

Entre 1921 y 1923 perteneció, como vocal, a los tribunales de oposición a cátedras de Derecho político. En 1923 apoyó al Directorio militar de Primo de Rivera y fue jefe del Somatén del distrito de Puente de Segovia. En 1924 fue designado concejal del Ayuntamiento de Madrid (hasta 1928) y fue consejero-delegado del Canal de Isabel II (1926-1928).
Actuó en la acción social católica desde 1920 por medio del Asociación Católica Nacional de Propagandistas, de la cual fue socio fundador. También representó España en el Congreso internacional de Sindicatos cristianos de La Haya, en el Bureau de Basilea y en el de Ginebra desde 1923 hasta 1929, contribuyendo a las obras sociales como vocal del Consejo de las Corporaciones católico-obreras y del Consejo de Administración del Banco Popular de León, del cual también fue gerente, así como des la secretaría de Acción Católica. Era miembro de la International Law Association y de la Asociación Española de Derecho Internacional. En 1934 fue uno de los miembros fundadores de la Sociedad de Amigos de las Semanas Sociales de España (SASSE) con el cargo de tesorero.
Durante la Segunda República realizó en Cataluña, Extremadura y Castilla una campaña de afirmación católica y derechista, organizando en 1934 la magna asamblea nacional agraria de protesta contra la obra de la República que tuvo lugar al Monumental Cine de Madrid y en la cual intervino con Gil Robles, Anguera de Sojo, Martínez de Velasco y Melquíades Álvarez.
Mantuvo recursos de inconstitucionalidad contra las leyes del Parlamento de Cataluña ante el Tribunal de Garantías Constitucionales y consiguió, ante los letrados José Roig y Bergadá, decano del Colegio de Abogados de Barcelona, y Pedro Coromines, consejero de Justicia de la Generalidad, la anulación de la Ley de Contratos de Cultivo y de la Ley de solución de los conflictos del campo dictadas por el gobierno de la Generalidad.
Como publicista contribuyó a la publicación de las obras de Marcelino Menéndez Pelayo y durante la década de 1930 fue uno de los principales promotores de la Junta de homenaje al político tradicionalista Juan Vázquez de Mella, publicando sus obras (discursos, escritos y conferencias) en treinta volúmenes. En diciembre de 1935 participó en un banquete de honor a Víctor Pradera por la publicación de su obra El Estado Nuevo.
Fue vocal de la Comisión de enlace de las entidades agropecuarias (1934-1936) y de la Junta de Aranceles y Valoraciones. Perteneció a la Junta de Gobierno de la Real Academia de Jurisprudencia y Legislación, de la cual fue elegido académico de número en 1947. También fue presidente de la Comisión delegada del Instituto Agrícola Catalán de San Isidro en Madrid, representante del Ayuntamiento de Barcelona en la capital de España y el vocal más antiguo del Monte de piedad y Caja de Ahorros de Madrid. En 1952 fue designado procurador en Cortes como representante de las Reales Academias del Instituto de España.
Vivía en Madrid en la calle Alfonso XII, nº 18. Murió el 6 de enero de 1974.

## Obras
- La cultura (conferencia en el Centro de Defensa Social, 1908)
- La reforma de la Administración local y las Mancomunidades provinciales (memoria discutida en sesión pública de la Academia de Jurisprudencia durante el curso de 1916-17)
- Las antiguas Cortes; El moderno Parlamento; El régimen representativo orgánico (tesis doctoral, Madrid, 1916)
- La crisis agraria y el crédito agrícola (Madrid, 1918)
- El Pensamiento español (recopilación de los pensadores Balmes, Donoso Cortés, Aparisi Guijarro, Menéndez y Pelayo y Vázquez de Mella, 1938-40)
- El procedimiento en las causas canónicas de nulidad de matrimonio (1943-44)
- El usufructo y la nuda propiedad en la suscripción de valoras mobiliarios (discurso, 1947)